# Tréméoc
Tréméoc (bretonisch Tremeog) ist eine französische Gemeinde mit 1506 Einwohnern (Stand 1. Januar 2022) im Département Finistère. Der Ort liegt im Südwesten der Bretagne nahe der Atlantikküste bei Pont-l’Abbé.

## Lage
Quimper liegt 13 Kilometer nordöstlich, Brest 56 Kilometer nördlich und Paris etwa 500 Kilometer östlich.

## Verkehr
Bei Quimper befinden sich die nächsten Abfahrten an der Schnellstraße E 60 (Brest-Nantes) und ein Regionalbahnhof an der überwiegend parallel verlaufenden Bahnlinie.
Der Bahnhof von Brest ist Endpunkt des TGV Atlantique nach Paris und die Flughäfen Aéroport de Brest Bretagne nahe Brest und Aéroport de Lorient Bretagne Sud bei Lorient sind die nächsten Regionalflughäfen.

## Bevölkerungsentwicklung
| Jahr                       | 1962 | 1968 | 1975 | 1982 | 1990 | 1999 | 2006 | 2017 |
| Einwohner                  | 576  | 486  | 443  | 620  | 729  | 821  | 1107 | 1346 |
| Quellen: Cassini und INSEE |      |      |      |      |      |      |      |      |

## Sehenswürdigkeiten

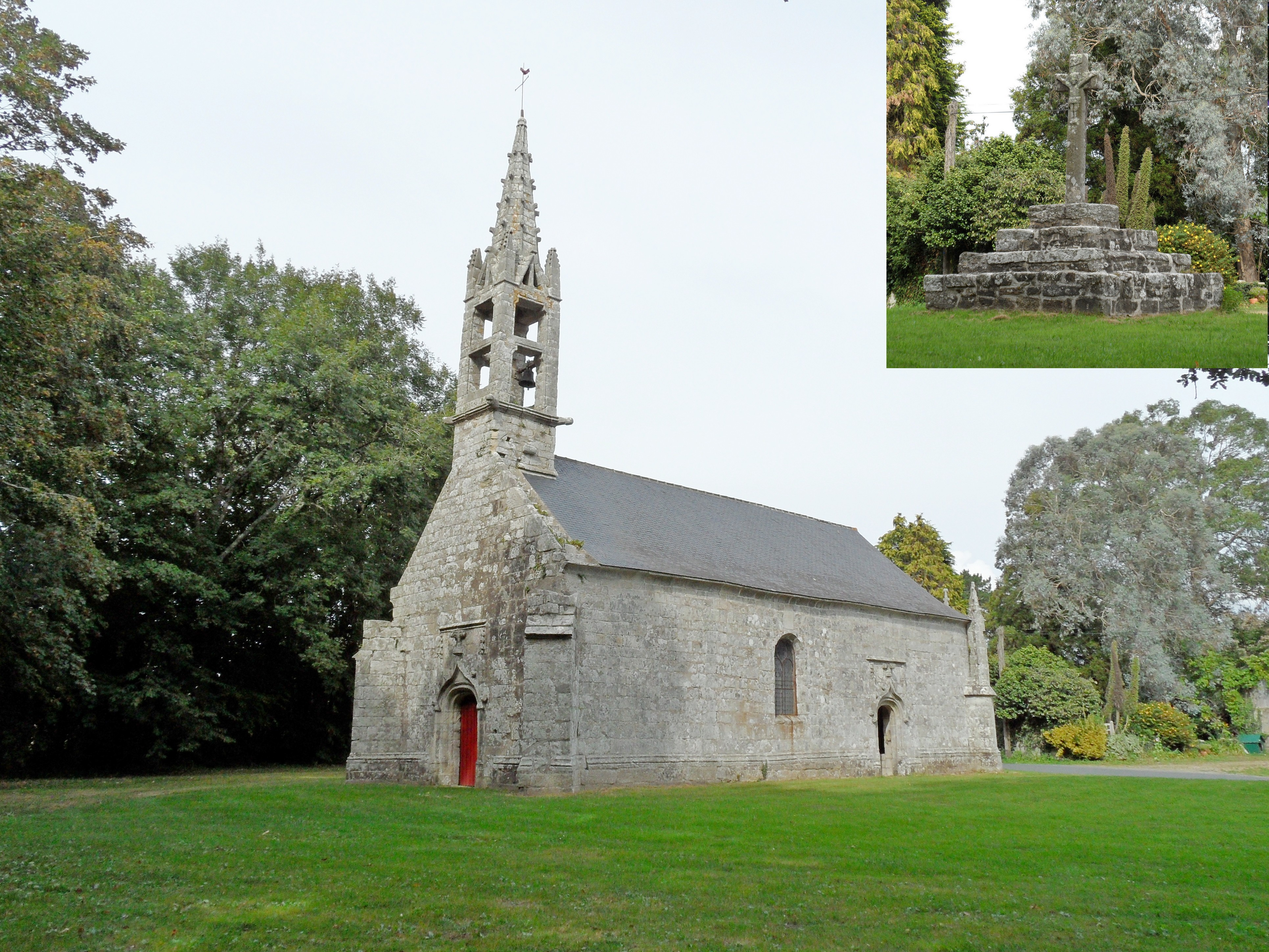
Kapelle Saint-Sébastien

Siehe: Liste der Monuments historiques in Tréméoc